# بوک-گو (پوهانگ)
بوک-گو (پوهانگ) (به لاتین: Buk-gu) یک منطقهٔ مسکونی در کره جنوبی است که در پوهانگ واقع شده‌است. بوک-گو ۷۳۴٫۸ کیلومتر مربع مساحت و ۲۶۷٬۵۲۳ نفر جمعیت دارد.